# Lessepsiaanse migratie

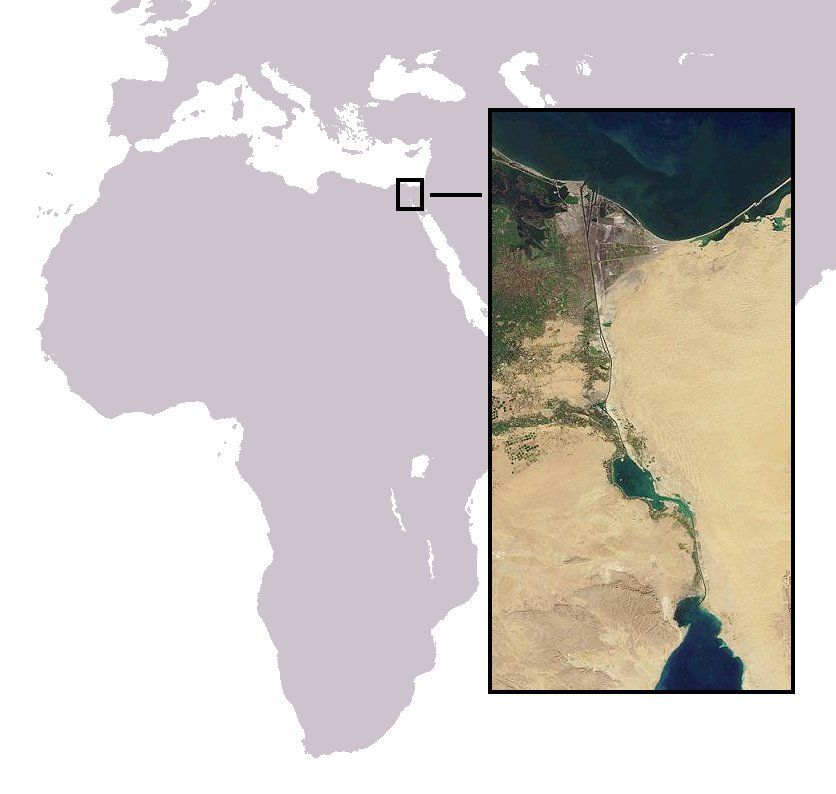
Het Suezkanaal, de locatie van de Lessepsiaanse migratie

De Lessepsiaanse migratie of Erythreïsche invasie is de migratie van mariene soorten door het Suezkanaal. De migratie is vernoemd naar Ferdinand de Lesseps, de Franse diplomaat die het initiatief nam voor de bouw van het kanaal. In 1867 ontstond zo een zoutwaterpassage tussen de Rode Zee en de Middellandse Zee, twee ecosystemen die voorheen niet met elkaar in aanraking kwamen. Sindsdien vindt er een biologische uitwisseling plaats van vissen, kreeftachtigen, weekdieren en andere organismen, met name in de richting van de Middellandse Zee. De migratie in de richting van de Rode Zee wordt ook wel de anti-Lessepsiaanse migratie genoemd.
De migratie van invasieve soorten heeft een significante impact op zowel de ecologie als de economische stabiliteit van de betreffende gebieden. Met name de visindustrie in het oostelijke Middellandse Zeegebied is hierdoor benadeeld. Ecologen daarentegen konden een grootschalige invasie bestuderen die normaal gesproken honderden jaren in beslag neemt.
In een bredere context wordt de term 'Lessepsiaanse migratie' ook gebruikt voor de migratie van cultuurvolgers door middel van kunstmatige bouwwerken.

## Achtergrond

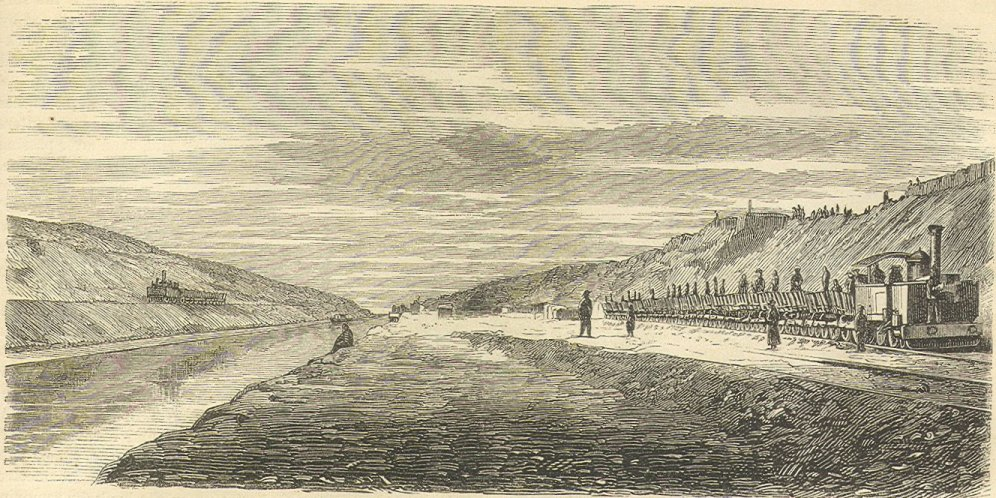
Bouw van het Suezkanaal

Het Suezkanaal werd gebouwd voor een kortere handelsroute tussen Europa en India en het Verre Oosten. Omdat de Rode Zee slechts iets hoger ligt dan de Middellandse Zee zijn er geen sluizen gebouwd. Het eerste schip voer op 17 februari 1867 door het kanaal. De officiële opening was op 17 november 1869.
Het Suezkanaal is 162,5 kilometer lang. De bodembreedte was aanvankelijk 22 meter. Tegenwoordig is het kanaal 200 tot 300 meter breed en 10 tot 15 meter diep. Daar de Rode Zee ongeveer 120 centimeter hoger ligt, stroomt het water in het kanaal richting de Middellandse Zee.
Het Suezkanaal doorkruist de Bittermeren, een met zout water gevuld bekken. Het hoge zoutgehalte van de meren fungeerde aanvankelijk als een blokkade voor migrerende organismen. Na verloop van tijd daalde de saliniteit door het zeewater en konden planten en dieren uit de Rode Zee de oostelijke Middellandse Zee koloniseren.

## Condities

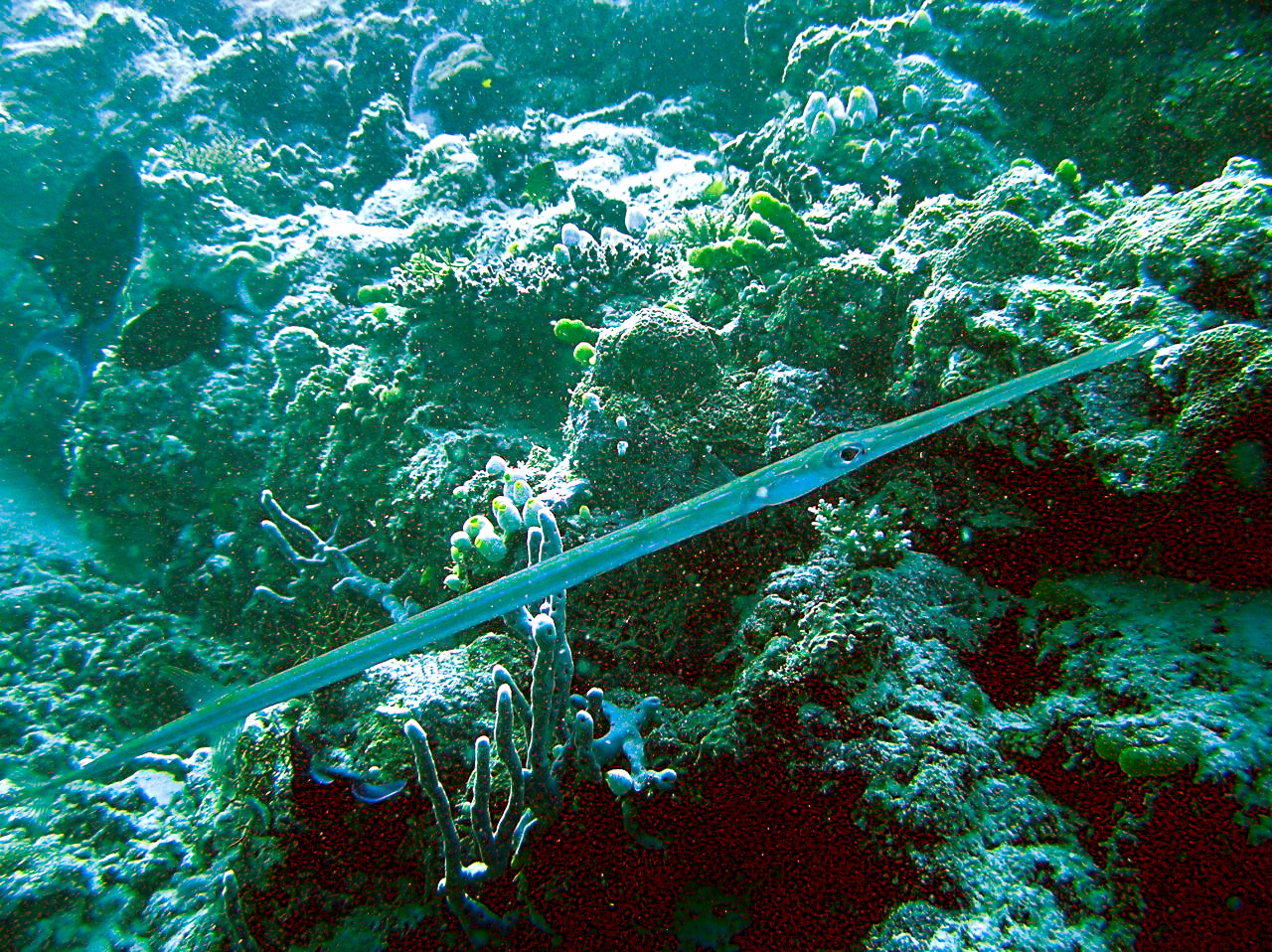
De gladde fluitbek (Fistularia commersonii) is een Lessepsiaanse migrant uit de Rode Zee.

De richting van de Lessepsiaanse migraties is vooral naar het noorden toe, van de Rode Zee naar de Middellandse Zee. De Rode Zee is in het zuiden aangesloten aan de Indische Oceaan, die een hoog zoutgehalte geeft en relatief arm is aan voedingsstoffen. De soorten uit deze zee zijn daarom erg tolerant tegenover ongunstige levensomstandigheden. In het oosten van de Middellandse Zee hebben zij een voordeel tegenover de inheemse organismen. De Middellandse Zee is namelijk aangesloten op de Atlantische Oceaan, waar de omstandigheden veel gunstiger zijn. Veel van de soorten hier kunnen niet of nauwelijks in de Rode Zee overleven. In 1970 werd de Aswandam in de Nijl gebouwd, waardoor er minder voedingsrijk zoetwater werd aangevoerd. Hierdoor kwamen de omstandigheden in de oostelijke Middellandse Zee meer overeen met die van de Rode Zee. Veel Atlantische soorten verdwenen en het aantal invasieve soorten nam toe. Tot 2018 werden ongeveer driehonderd soorten uit de Rode Zee in de Middellandse Zee gerapporteerd.

## Ecologische impact
Doordat de migratie van Indo-Pacifische organismen naar de Middellandse Zee een abiotische oorzaak heeft, heeft de kolonisatie zich in een relatief korte tijd kunnen voltrekken. De toename van invasieve soorten heeft grote gevolgen gehad voor de ecologie van het oostelijke Middellandse Zeegebied.

### Verdringing van inheemse soorten
Soorten uit de Rode Zee kunnen zich vaak beter aan voedselschaarste aanpassen dan inheemse soorten van de Middellandse Zee. Wanneer de soorten een vergelijkbare niche invullen, gebeurt het vaak dat de inheemse soort wordt verdrongen. Een voorbeeld is de ombervis (Argyrosomus regius), ooit een van de algemeenste commerciële vissen van de kustwateren van Israël. Sinds het verschijnen van de Indische koningsmakreel (Scomberomorus commersoni) is de ombervis in dit gebied zeldzaam geworden.
In de oostelijke Middellandse Zee zijn acht garnalen uit de Indische Oceaan aangetroffen. Deze soorten zijn gewild bij de commerciële visserijen van de Levant. Aan de Mediterrane kust van Egypte maken ze het grootste deel uit van de garnalenvangst. Deze invasieve garnalen hebben echter ook geleid tot het verdwijnen van de inheemse Melicertus kerathurus, een belangrijke garnaal voor de Israëlische visserijen in de jaren 1950.

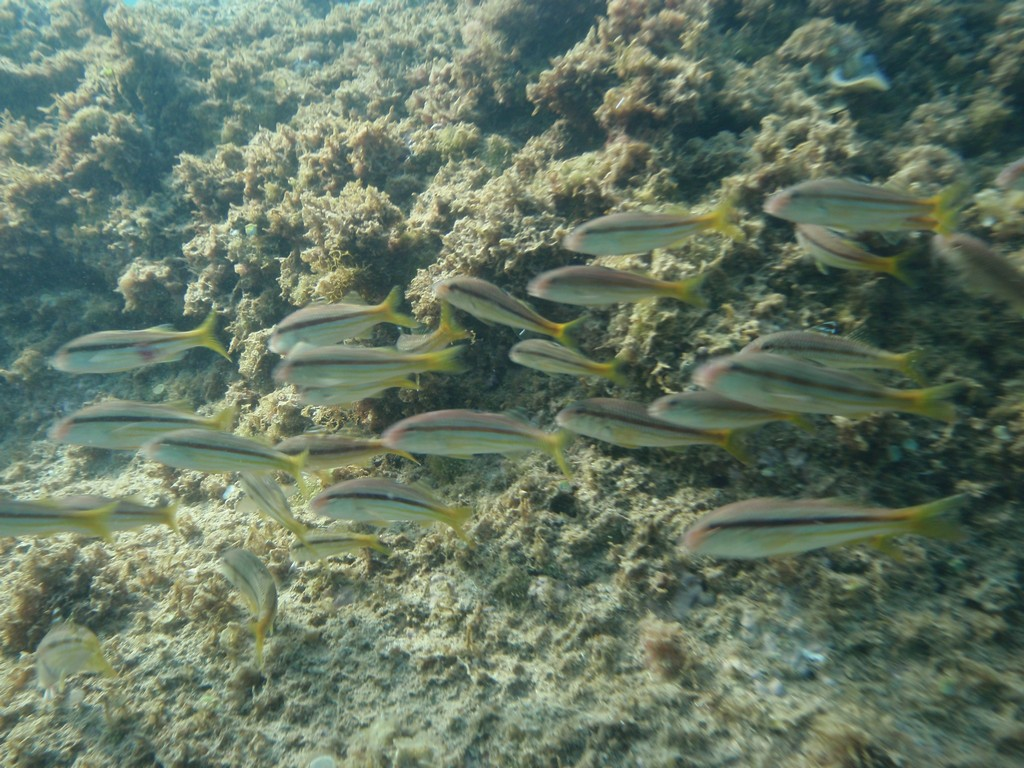
De goudbandmul is sinds 1955 een talrijke soort in de Middellandse Zee.

De goudbandmul (Upeneus moluccensis) werd in de jaren 1930 voor het eerst aangetroffen in de Middellandse Zee. De warme winter van 1954–1955 zorgde voor een hoog sterftecijfer onder juvenielen van de gewone zeebarbeel (Mullus barbatus). Mogelijk droeg dit bij aan de exponentiële groei van de goudbandmulpopulatie in deze periode. In 1955 maakte deze vis 83 procent uit van de Israëlische visvangsten. De populatie gewone zeebarbelen heeft zich hier nauwelijks kunnen herstellen. Deze soort wordt nu vooral in de diepere, koelere wateren van de Middellandse Zee aangetroffen.

### Introductie van parasieten
De invasie van soorten uit de Rode Zee maakte de introductie van een groot aantal exotische parasieten mogelijk. Het eenoogkreeftje Eudactylera aspera werd voor het eerst beschreven op basis van een specimen uit Madagaskar, maar is aangetroffen op een tolhaai (Carcharhinus brevipinna) voor de kust van Tunesië. Ingevoerde parasieten kiezen regelmatig inheemse vissoorten als alternatieve gastheer. Zo stond het eenoogkreeftje Nipergasilus bora voorheen bekend als een parasiet op Mugil cephalus en Liza carinata in de Rode Zee. Deze harders maakten de Lessepsiaanse migratie en brachten de parasiet naar de Middellandse Zee. Nu parasiteert het eenoogkreeftje de inheemse goudharder (Chelon aurata) en diklipharder (C. labrosus).

### Invloed op het voedselweb

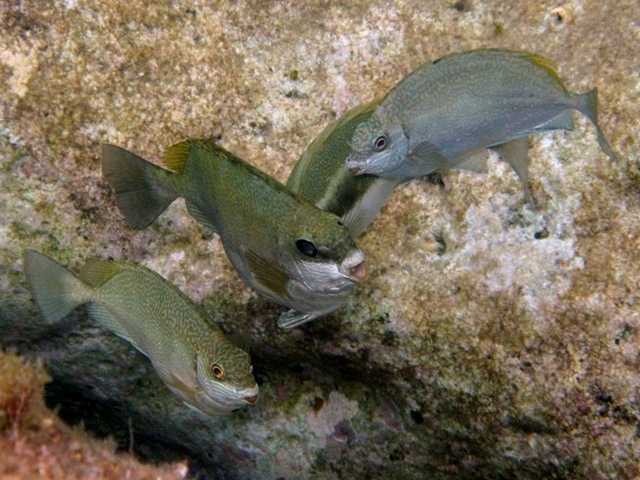
De bruine konijnvis heeft bijgedragen aan grote verschuivingen in het Mediterrane voedselweb.

De introductie van nieuwe soorten heeft geleid tot grote verschuivingen in het voedselweb. Aan het begin van de 20e eeuw vervulden herbivore vissen een relatief kleine ecologische rol in het oosten van de Middellandse Zee. In 1924 werden Siganus rivulatus en de verwante bruine konijnvis (S. luridus) voor het eerst waargenomen voor de Israëlische kust. In enkele tientallen jaren waren deze grote inheemse soorten uit de Rode Zee talrijk geworden in een verscheidenheid aan habitats. Zij doen zich hier met name tegoed aan algen. In 2004 maakten de invasieve konijnvissen 80 procent uit van de herbivore vissen in de ondiepe kustwateren van Libanon. Ze veroorzaakten een afname van het aantal algen en vormden een belangrijke prooi voor grote predatoren. Door het verdwijnen van de algen kwamen grote stukken rotsachtige substraat vrij, zodat veel exotische mosselsoorten zich hier beter konden hechten. Deze invasieve mossels hebben dikkere schelpen dan de inheemse mosselsoorten en zijn dus moeilijker te eten. Ook dit leidde tot verschuivingen in het voedselweb van de Middellandse Zee.

## Anti-Lessepsiaanse migratie

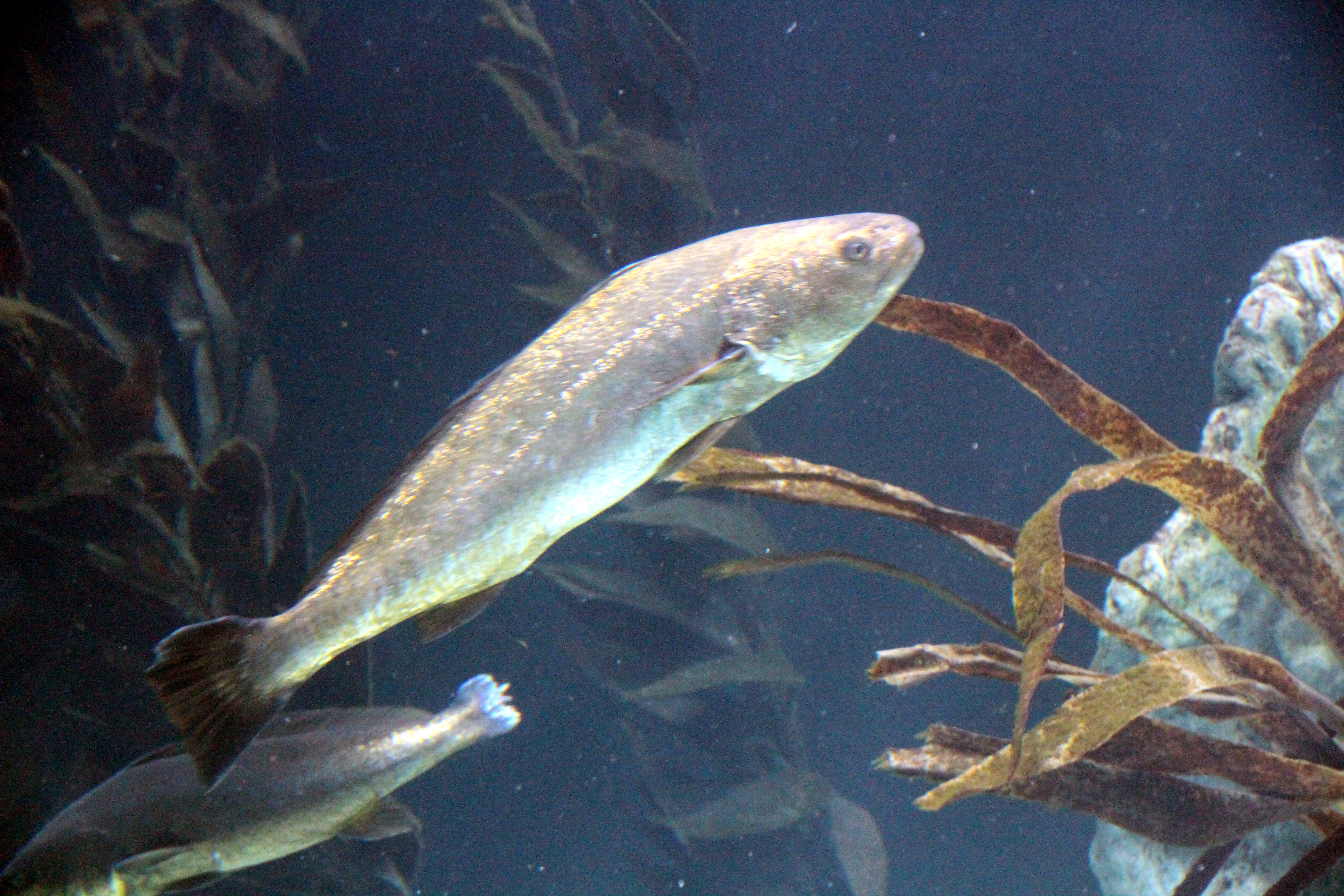
Door de aanleg van het Suezkanaal nam de ombervis in de oostelijke Middellandse Zee in aantal af en werd hij geïntroduceerd in de Rode Zee.

Relatief weinig dieren hebben de Rode Zee gekoloniseerd vanuit de Middellandse Zee. Het lage aantal is onder andere te wijten aan de overwegend noordwaartse stroomrichting in het Suezkanaal en de moeilijkere levensomstandigheden in de Rode Zee.
Toen de ombervis (Argyrosomus regius) door de invasie van de Indische koningsmakreel achteruitging in de oostelijke Middellandse Zee, maakte hij de reis door het Suezkanaal. Andere vissen die de anti-Lessepsiaanse migratie maakten zijn de Europese zeebaars (Dicentrarchus labrax), de gevlekte zeebaars (D. punctatus), Gobius cobitis, de paganelgrondel (G. paganellus), de moeraal (Muraena helena), de zaagbaars (Serranus cabrilla), Solea aegyptiaca en de kustbaardman (Umbrina cirrosa).
Ongewervelde dieren die door het Suezkanaal naar de Rode Zee trokken zijn onder andere de zeester Sphaerodiscus placenta en zes soorten borstelwormen.